# 浙江省文物保护单位
浙江省文物保护单位由浙江省文物管理委員會、浙江省文物局组织进行评审，并由浙江省人民政府正式对外公布并竖立标志的省级文物保护单位。截至2023年6月，浙江省已经公布了八批省級文物保护单位：
- 第一批：1961年4月15日公布，共42处：[1]
  - 革命遗址及革命纪念建筑物（11处）
  - 石寺（4处）
  - 古建筑及历史纪念建筑物（13处）
  - 石刻及其他（5处）
  - 古遗址（3处）
  - 古墓葬（6处）
- 第二批：1963年3月11日公布，共58处：[2]
  - 革命遗址及革命纪念建筑（12处）
  - 古建筑及历史纪念物（30处）
  - 古文化遗址（8处）
  - 石刻（8处）
- 重新公布：1981年4月13日重新公布为104处，其中第一批、第二批保留93处，新增11处，合并3处，撤销3处，其中保留的部分包括：[3]
  - 革命遗址及革命纪念建筑（9处）
  - 历代农民起义、反侵略斗争、反民族压迫斗争及近代革命史的纪念建筑及遗址（23处）
  - 古遗址、古窑址及古墓葬（13处）
  - 古建筑及其他历史建筑（27处）
  - 历代名人纪念建筑及墓葬（10处）
  - 古代石窟造象（4处）
  - 历代摩崖题刻及碑刻（7处）
- 增补：1982年2月27日公布1处
- 第三批：1989年12月12日公布118处，另有3处增加新内容，2处名称及内容有变动，3处合并为1处：[4]
  - 革命文物及反侵略斗争史迹（8处）
  - 历代名人史迹（14处）
  - 古遗址、古窑址及古墓葬（26处）
  - 摩崖题记及造像（7处）
  - 文物建筑（63处）
- 第四批：1997年8月29日公布125处，另有2处调整保护内容，4处被撤销：[5]
  - 革命文物及反侵略斗争史迹（8处）
  - 古遗址（11处）
  - 古墓葬（16处）
  - 古建筑（68处）
  - 石刻造像、摩崖题记（6处）
  - 近现代重要史迹及代表性建筑（24处）
- 增补：1998年11月30日公布1处（绍兴印山越国王陵）
- 第五批：2005年3月16日公布，共163处，以及与原有省级文物保护单位合并项目16处：[6]
  - 古遗址（22处）
  - 古墓葬（3处）
  - 古建筑（96处）
  - 石窟寺及石刻（6处）
  - 近现代重要史迹及代表性建筑（30处）
  - 其他（6处）
- 第六批：2011年1月7日公布，共373处，以及与原有省级文物保护单位合并项目14处，更名2处：[7]
  - 古遗址（56处）
  - 古墓葬（9处）
  - 古建筑（184处）
  - 石窟寺及石刻（17处）
  - 近现代重要史迹及代表性建筑（92处）
  - 其他（15处）
- 增补：2013年4月1日公布1处（绍兴会稽山古香榧种植园）[8]
- 第七批：2017年1月13日公布，共286处，以及与原有省级文物保护单位合并项目10处：[9]
  - 古遗址（22处）
  - 古墓葬（9处）
  - 古建筑（179处）
  - 石窟寺及石刻（8处）
  - 近现代重要史迹及代表性建筑（61处）
  - 其他（7处）
- 第八批：2023年6月29日公布，共121处：[10]
  - 古遗址（22处）
  - 古墓葬（3处）
  - 古建筑（47处）
  - 石窟寺及石刻（7处）
  - 近现代重要史迹及代表性建筑（41处）
  - 其他（1处）

## 分市县列表
此列表列举了各地级市的省级文物保护单位。已升为全国重点文物保护单位的未列入。
索引：杭州市、宁波市、温州市、嘉兴市、湖州市、绍兴市、金华市、衢州市、舟山市、台州市、丽水市

### 杭州市

#### 上城区
- 浙江体育会摩崖题记（3-54）
- 通玄观造像（3-55）
- 基督教青年会会所旧址（4-111）
- 于子三墓（4-119）
- 吴越郊坛遗址（5-20）
- 丁鹤年墓亭（5-118）
- 清泰第二旅馆旧址（5-133）
- 澄庐（5-135）
- 钱塘第一井（5-158）
- 钱塘江与运河运口水利航运设施（含龙山闸遗址和三堡船闸）（6-351）
- 丁家花园（7-220）
- 韩国独立运动（杭州）旧址（7-227）
- 钱学森旧居（7-228）
- 浙江实业银行旧址（7-258）
- 浙江农业大学旧址（7-272）
- 朱智故居（8-88）
- 郁达夫旧居（8-110）

#### 拱墅区
- 浙江省第一师范旧址（2-10）
- 香积寺塔（3-115）
- 浙江省高等法院及杭县地方法院旧址（5-131）
- 杭州天主教堂（6-145）
- 司徒雷登故居（6-273）
- 毛泽东思想胜利万岁展览馆旧址（7-275）

#### 西湖区
- 杭州辛亥革命烈士墓群（合并）（1961年公布浙军攻克金陵阵亡诸将士墓（1-4），1963年公布徐锡麟墓（2-8）、陶成章墓（2-9），1989年以上3处合并为1处）
- 秋瑾墓（1-5）
- 灵隐寺（1-27）（1961年公布飞来峰造像（1-15）、灵隐寺（注：包括灵隐寺大殿前五代二石塔、天王殿前宋初二经幢）（1-27），1981年飞来峰造像并入灵隐寺，名称为灵隐寺（包括飞来峰石窟造象、殿前二石塔和大门外二经幢），1982年飞来峰造像升为第二批国保，1989年灵隐寺改名灵隐寺两石塔两经幢，2013年灵隐寺两石塔两经幢升为第七批国保）
- 张煌言墓（含张煌言故居）（1-41）（1961年公布张煌言墓，2005年张苍水故居并入，名称为张煌言墓（含张煌言故居））
- 章炳麟墓（2-42）
- 司马光家人卦摩崖刻石（2-55）
- 卫匡国墓（3-15）
- 大麦岭摩崖题记（3-52）
- 郭庄（3-93）
- 龚隹育墓（4-25）
- 蒋庄（4-109）
- 史量才墓（4-115）
- 丁家山毛泽东读书处（4-125）
- 北山路近代建筑群（含新新饭店中、西楼，静逸别墅）（5-132）
- 国民革命军陆军第八十八师淞沪抗日阵亡将士纪念坊（5-142）
- 中美联合公报起草处旧址（6-349）
- 蒋经国旧居（7-229）
- 浙江大学玉泉校区建筑群（7-276）
- 清行宫遗址（8-22）
- 九曜山造像（8-74）
- 弥陀寺石刻（8-79）
- 国民革命军第二十一师北伐战争阵亡将士墓园遗址（8-105）
- 弘一法师舍利塔（8-112）
- 周恩来农村工作联系点旧址（8-114）

#### 萧山区
- 葛云飞墓（含葛云飞故居）（1-1）（1961年公布葛云飞墓，2005年葛云飞故居并入并改名葛云飞墓（含葛云飞故居））
- 衙前农协旧址（包括李成虎墓）（3-1）（现状含衙前农民协会旧址、衙前农村小学校旧址、李成虎墓、成虎故居）
- 越王城遗址（3-31）
- 纱帽山窑遗址（5-12）
- 许家南大房（5-63）
- 二桥书屋（7-92）
- 务本堂（7-200）
- 欢潭老洋房（7-231）
- 朱凤标故居（8-53）
- 汤寿潜故居（8-80）
- 娄家墙门（8-92）

#### 余杭区
- 舒公塔（6-79）
- 安乐塔（6-107）
- 东明寺塔院遗址（7-22）
- 东磵桥（8-34）

#### 临平区
- 吴昌硕墓（3-19）
- 海云洞摩崖题记（6-257）
- 塘栖乾隆御碑与水利通判厅遗址（6-264）
- 玉架山遗址（7-2）
- 长福桥（7-93）
- 乔司千人坑（7-267）

#### 富阳区
- 双烈园（3-5）
- 恩波桥（4-72）
- 受降厅（4-118）
- 联魁塔（5-31）
- 龙门建筑群（7-84）
- 两浙公所（7-94）
- 曹氏宗祠（7-95）
- 新登古城墙（8-26）
- 庄泽桥（8-35）
- 新四军新登战役烈士陵园（8-111）

#### 临安区
- 南屏塔（4-34）
- 西天目山墓塔群（5-28）
- 陈家祠堂（5-95）
- 昱岭关（5-117）
- 孝子祠（6-148）
- 《民族日报》社旧址（6-303）
- 洞霄宫遗址（8-17）
- 玲珑山摩崖石刻（8-75）
- 海会寺经幢（1-20）（1981年撤销）

#### 建德市
- 大白山窑址（6-45）
- 南浦桥（6-81）
- 新叶村乡土建筑（6-134）（2013年部分建筑升为第七批国保，部分仍为省保）
- 上吴方村乡土建筑（6-135）
- 李村乡土建筑（6-136）
- 新安江水电站（含白沙大桥）（6-352）

#### 桐庐县
- 严子陵钓台（2-13）
- 申屠氏宗祠（含跌界厅）（5-65）
- 城堂岗遗址（6-2）
- 大麦凸遗址（6-3）
- 荻浦咸和堂（6-82）
- 嘉欣园（6-304）
- 方家洲遗址（7-3）
- 石舍古建筑群（7-70）
- 深澳建筑群（7-85）
- 翙岗古建筑群（7-96）
- 引坑钟氏大屋（7-97）

#### 淳安县
- 方腊洞（2-2）
- 铜山铜矿遗址（重新公布新增-11）
- 龙门塔（含余四山墓）（5-32）
- 余氏、汪氏家厅（5-94）
- 狮城水下古城（6-108）
- 芹川王氏宗祠（7-71）
- 郁川节孝坊（8-54）
- 洪家节孝坊（8-55）
- 佛岭后郑氏宗祠（8-52）
- 茶山会议旧址（8-81）
- 矿工罢工斗争碑（1-32）（1981年重新公布名称为矿工罢工斗争碑，1997年撤销）

#### 跨区
- 杭州海塘（6-146）（上城区、西湖区、临平区）（2011年公布钱塘江海塘（余杭段），2017年杭州海塘并入并改名杭州海塘）
- 萧绍海塘（杭州段）（7-69）（滨江区、萧山区、錢塘區）

### 宁波市

#### 海曙区
- 张苍水故居（1-41）（2005年并入张煌言墓，张煌言墓名称改为张煌言墓（含张煌言故居））
- 樟村四明山烈士墓（2-12，1963年公布四明山区烈士纪念塔及墓，1997年改名樟村四明山烈士墓）
- 百梁桥（5-46）
- 伏跗室（5-128）
- 翁文灏故居（5-139）
- 灵桥（5-146）
- 月湖清真寺（6-149）
- 宁波鼓楼（6-237）
- 宁波中山公园旧址（6-305）
- 华美医院旧址（6-306）
- 朱陛墓（7-27）
- 星光沈氏宗祠（7-98）
- 十三洞桥（7-99）
- 私立甬江女子中学旧址（7-232）
- 宁波市人民大会堂（7-274）
- 明州罗城遗址（望京门段）（8-15）
- 孙传哲故居（8-82）

#### 江北区
- 朱贵祠（2-41）
- 江北岸近代建筑群（3-100）（1989年公布宁波天主教堂，2005年浙海关旧址、英国领事馆旧址、谢氏旧宅、宁波邮政局旧址并入并改名，2006年宁波天主教堂升为国保）
- 慈城大耐堂等古建筑（4-47）
- 彭山塔（7-39）
- 姚江运河渡口群（7-100）
- 中国通商银行宁波分行旧址（7-259）
- 句章故城遗址（8-13）
- 符卿第（8-56）

#### 北仑区
- 总台山烽火台（4-93）
- 小浃江碶闸群（6-249）
- 张人亚故居（6-274）
- 梅山盐场旧址（6-353）
- 瑞庐（7-221）
- 大榭遗址（8-1）
- 张人亚衣冠冢（8-94）

#### 镇海区
- 镇海后海塘（3-63）
- 叶氏义庄（7-101）
- 包玉刚故居（7-233）
- 朱枫故居（8-93）

#### 鄞州区
- 宁波市总工会旧址（2-11）
- 沙氏故居（2011年沙耆故居并入）（5-153）
- 七塔禅寺（6-150）
- 和丰纱厂旧址（6-269）
- 童第周故居（6-275）
- 周尧故居（6-276）
- 大嵩所城遗址（7-18）
- 潘火桥蔡氏宗祠（7-102）
- 碧环桥（8-36）

#### 奉化区
- 萧王庙（5-104）
- 王任叔故居及墓（5-154）
- 名山后遗址（6-6）
- 武岭学校旧址（6-308）
- 总理纪念堂、中正图书馆旧址（6-309）
- 王钫故居门楼及中堂（7-40）
- 奉化县学旧址（7-103）
- 青云孙氏宗祠（含藏书楼、议事厅）（7-222）
- 爱日庐（7-260）
- 葛竹王宅（7-264）
- 瑞峰塔（8-57）

#### 市
- 五桂楼（3-79）
- 王守仁讲学处（2005年与王守仁故居一同并入王守仁墓，2006年王守仁故居和墓升为国保）
- 胡公岩摩崖石刻（5-127）
- 大隐石宕遗址（6-56）
- 泗门谢氏始祖祠堂（6-109）
- 舜江楼（6-152）（2011年公布通济桥与舜江楼，2019年通济桥升为国保，单独拆分）
- 白云桥（6-153）
- 马渚横河水利航运设施（含斗门老闸、斗门新闸和西横河闸）（6-302）
- 孙子秀墓（7-25）
- 成之庄（7-104）
- 井头山遗址（8-2）
- 施岙遗址（8-3）
- 祝江大桥（8-116）

#### 慈溪市
- 杨贤江故居（4-121）
- 童家岙遗址（6-4）
- 双河堰（6-68）
- 鸣鹤新五房（6-151）
- 达蓬山摩崖石刻（6-256）
- 逍路沿徐氏旧宅（6-307）
- 孙家境孙氏祠堂（7-201）
- 吴锦堂故居和墓（7-223）
- 龙山抗日碉堡群（7-265）
- 灵龙宫（8-58）
- 七星桥（8-59）

#### 宁海县
- 王锡桐起义遗址（2-5，公布名称为宁海城隍庙（王锡彤起义史迹））
- 柔石故居（3-22）
- 西岙石拱桥（5-40）
- 黄坛三堂（5-66）（含厚诒堂、益善堂、克绍堂）
- 潘天寿故居（6-277）
- 宁海石碾群（7-86）
- 万年桥（7-105）
- 戊己桥（7-106）

#### 象山县
- 游仙寨（3-58）
- 爵溪街心戏亭（4-86）
- 石浦城隍庙（5-105）
- 公屿烽堠（6-83）
- 金鸡山炮台（6-154）
- 东门天后宫（6-155）
- 大百丈岩画（6-255）
- 淳熙井（7-37）
- “钟郝遗徽”石亭（7-107）
- 陈汉章故居和墓（7-234）
- 鉴池公祠（8-60）
- 纪子庚墓（8-95）

#### 跨区
- 宁波水利航运遗址碑（6-261）（海曙区、鄞州区、镇海区）
- 姚江水利航运设施及相关遗产群（6-301）（含大浦口闸、丈亭三江口老街和姚江大闸）（江北区、余姚市）

### 温州市

#### 鹿城区
- 叶适墓（2-28）
- 文天祥祠（2-30）
- 正和堂窑址（3-40）
- 铁栏井（4-90）
- 城西基督教堂（4-107）
- 寺前桥（6-76）
- 江心屿东、西塔（6-84）
- 江心寺（6-156）
- 浩然楼（6-157）
- 程让平祖居（6-270）
- 温州天主教总堂（6-271）
- 谯楼（6-310）
- 飞鹏巷陈宅（6-311）
- 夏鼐故居（6-312）
- 永川轮船局旧址（6-313）
- 开平闸遗址（7-16）
- 二十八宿井（7-38）
- 张璁碑亭（7-72）
- 永嘉战时青年服务团旧址（7-235）
- 益康钱庄旧址（7-236）
- 沧河巷金宅（7-262）
- 温州朔门古港遗址（8-18）
- 江心屿古井群（8-28）

#### 龙湾区
- 汤和庙（6-110）
- 张璁祖祠（6-158）
- 王瓒家庙（6-159）

#### 瓯海区
- 圣寿禅寺（4-39）
- 陈傅良墓、祠（4-20）
- 三垟周氏旧宅（5-137）
- 琦君故居（7-237）
- 陈庄金锁桥（8-29）

#### 洞头区
- 妈祖宫（4-41）
- 寨楼寨墙及张氏家族墓（6-171）
- 岙内叶宅（6-279）

#### 瑞安市
- 外山甲窑址群（3-41）
- 石马山岩刻（4-96）
- 垟坑石塔（5-26）
- 瑞安东塔（5-30）
- 大坪遗址（6-18）
- 山皇城遗址（6-51）
- 卢金峰墓（含卢氏宗祠）（6-62）
- 东安硐桥（6-112）
- 心兰书社（6-165）
- 翠阴洞摩崖题记（6-258）
- 石佛山摩崖石刻（6-259）
- 虞廷恺故居（7-224）
- 东元水碓造纸作坊群（7-285）
- 石岗陡门（8-30）
- 砚下孙诒让故居（8-62）

#### 乐清市
- 王十朋墓（3-10）
- 白龙山石殿（5-103）
- 大乌石雷公殿（5-106）
- 万桥（6-111）
- 乐清碉楼（含华山村碉楼、七西村郑家碉楼等21处）（6-315）
- 百岁亭（6-316）
- 朱质庵墓（7-28）
- 乐清古桥群（含赵镇桥、合湖桥、慈济桥和瑶溪桥）（7-32）
- 发祥岭栈道（8-37）
- 北閤双石坊（8-61）

#### 龙港市
- 张家堡双牌坊（4-85）

#### 永嘉县
- 花坦古建筑群（4-48）
- 花亭（含丽水桥）（4-83）
- 戴蒙书院（含戴蒙故居）（5-53）
- 荆州、绿幛太阴宫壁画（5-159）
- 梅坦谷宅（6-85）
- 西源三官亭（6-86）
- 溪口李氏大屋（6-87）
- 溪下金氏宗祠（6-160）
- 南垟村乡土建筑（6-161）
- 蓬溪谢氏宗祠（6-162）
- 埭头村乡土建筑（6-163）
- 屿北村乡土建筑（6-164）
- 吴超征故居（6-278）
- 阳岙朱宅（6-314）
- 岩坦戴氏宗祠（7-73）
- 枫林八房宗祠（8-38）
- 枫林黄桥（8-39）
- 莱熏路三官亭（8-63）
- 枫林圣旨门楼（8-64）
- 徐定超故居（含徐定超祖居）（8-65）
- 枫林瑶亭（8-97）

#### 平阳县
- 金钱会起义遗址（1-3）
- 中国共产党浙江省第一次代表大会会址（1-8）
- 宝胜东寺双塔（2-25）
- 抗日救亡干部学校旧址（3-4）
- 龙山头石棚墓（4-13）
- 忠训庙（4-44）
- 顺溪陈氏民居（4-51）（2005年陈迢岩、陈有相大屋并入）
- 文明塔（5-35）
- 会文书院（5-54）
- 青街李氏、池氏大屋（5-67）（2017年青街下过溪李氏大屋、水尾内池氏大屋并入）
- 凤山遗址（6-19）
- 南湖赵氏宗祠（6-166）
- 苏步青故居（6-281）
- 师儒侍养牌坊（7-41）
- 钱仓摩崖题记（7-213）
- 红军挺进师驻地（平阳）旧址（7-266）
- 中共浙江临时省委成立旧址（7-268）
- 中共闽浙边临时省委机关驻地旧址（7-269）

#### 苍南县
- 张琴墓（4-27）
- 凤阳窑址（6-48）
- 金山飞亭（6-71）
- 碗窑村乡土建筑（6-167）
- 藻溪杨府宫（6-168）
- 矴步头谢氏民居（6-169）
- 界牌浙闽界碑（6-262）
- 金山古井（6-363）
- 挑矾古道（7-286）
- 盛陶窑址群（8-14）
- 分水关防御墙（8-27）
- 莒溪刘基庙（8-40）
- 溪光炼矾旧址（8-121）

#### 文成县
- 谢林大宅院（5-68）
- 苦马塘岩葬墓群（6-280）
- 玉壶中美合作所旧址（6-317）
- 坦岐炼铁厂旧址（6-348）
- 大会岭、道岭古道（6-365）
- 方坑太阴宫（7-108）
- 依仁灯柱（7-109）
- 养根施宅（7-110）

#### 泰顺县
- 泰顺廊桥（含登云桥、南溪桥、霞庄桥、墩头桥）（3-75）（1989年公布泗溪木拱桥（含溪东桥、北涧桥），2005年其它十七座廊桥并入并改名，共十九座，2006年其中十五座升为国保。）
- 罗阳石亭（5-119）
- 雅阳林一牧墓（6-65）
- 前坪张氏厝屋（6-170）
- 新厝下林宅（7-74）
- 迴澜桥（7-111）
- 严山董家大院（7-202）
- 中共闽浙边临时省委成立旧址（7-263）
- 泰顺抗战阵亡将士纪念碑（7-270）
- 董源董氏宗祠（含五圣宫）（8-66）

### 嘉兴市

#### 南湖区
- 白坟墩遗址（5-10）
- 金九避难处（含韩国临时政府要员住址）（5-151）
- 刘家墩遗址（6-8）
- 杉青闸遗址（含落帆亭）（6-75）
- 西水驿碑（6-260）
- 沈曾植旧居（6-282）
- 双魁巷（6-318）
- 汪胡桢旧居（6-319）
- 雀幕桥遗址（7-4）
- 三步两爿桥（7-43）
- 塔塘桥（7-117）
- 高家洋房（7-239）
- 曹墩遗址（8-10）
- 嘉兴火车站旧址（8-99）
- 禾丰造纸厂旧址（8-104）

#### 秀洲区
- 曝书亭（2-39）
- 皇坟山墓葬群（6-58）
- 吴家浜遗址（7-5）
- 鱼池汇桥（7-257）
- 双桥遗址（8-11）

#### 海宁市
- 郭家石桥遗址（3-27）
- 盛家埭遗址（5-5）
- 崔家场遗址（6-11）
- 荷叶地遗址（6-12）
- 施家墩遗址（6-21）
- 达泽庙遗址（6-22）
- 安澜园遗址（6-55）
- 占鳌塔（6-113）
- 衍芬草堂（6-172）
- 许村奉宪严禁盐枭扳害碑（6-265）
- 张宗祥故居（6-283）
- 徐志摩旧居（6-320）
- 石墩巡检司城遗址（7-19）
- 仰山书院（7-121）
- 许行彬宅（7-240）
- 圣女小德肋撒天主堂（7-241）

#### 平湖市
- 报本塔（4-38）
- 戴墓墩遗址（6-10）
- 马厩庙大桥（6-321）
- 平丘墩遗址（7-6）
- 新埭姐妹桥（7-118）

#### 桐乡市
- 普安桥遗址（5-6）
- 小六旺遗址（6-13）
- 东园遗址（6-49）
- 崇德城旧址及横街（含司马高桥）（6-137）
- 大有桥街章宅（6-174）
- 濮院古桥群（6-238）
- 俞家湾桑基鱼塘（6-367）
- 夏氏府第（7-122）
- 崇德孔庙（7-123）

#### 嘉善县
- 大往遗址（3-24）
- 窑墩（5-161）
- 钱氏船坞（6-173）
- 魏塘叶宅（6-175）
- 西塘建筑群（6-239）
- 天凝古桥群（7-87）

#### 海盐县
- 千佛阁（含镇海塔）（3-97）（1989年公布千佛阁，2011年镇海塔并入并改名）
- 王坟遗址（4-7）
- 云岫庵（5-107）
- 漂母墩遗址（6-23）
- 仙坛庙遗址（7-7）
- 龙潭港遗址（7-8）
- 中钱钱家祠堂（7-119）

### 湖州市

#### 吴兴区
- 铁佛寺铁造象（2-31）
- 邱城遗址（2-44）
- 胡瑗墓（3-9）
- 黄梅山窑址（3-34）
- 弁山墓群（4-14）
- 千甓亭（含皕宋楼）（4-87）
- 陈英士故居（4-110）（原陈英士墓子项，后陈英士墓升为国保，单独拆分）
- 钮氏状元厅（5-72）
- 纯阳宫（5-108）
- 湖州子城城墙遗址（6-41）
- 源洪桥（6-72）
- 妙济桥（7-33）
- 湖州钱业会馆（7-203）
- 南山窑址群（8-12）
- 锦峰塔（8-41）
- 郎部公墓（8-98）
- 湖州七〇一三液体火箭发动机试车台（8-118）
- 祗园寺经幢（2-18，1981年撤销）
- 天宁寺经幢（2-20，1981年撤销）

#### 南浔区
- 洪城遗址（3-28）
- 种德桥（5-42）
- 含山塔（6-88）
- 幻溇古桥群（含明溪塘桥、埭溪塘桥和永安桥）（6-240）
- 东马干遗址（7-13）
- 磨心里遗址（7-14）
- 頔塘故道双桥（含通津桥和洪济桥）（7-112）
- 安澜桥（7-113）
- 博成桥、苏鲁桥和长发桥（7-238）

#### 长兴县
- 白溪朱氏宗祠（5-87）
- 江家山遗址（6-14）
- 空山遗址（6-24）
- 新安遗址（6-25）
- 台基山遗址（6-26）
- 张家桥遗址（6-27）
- 龙山窑址（含荆竹关窑址、牌坊沟窑址）（6-29）
- 九龙山窑址（6-42）
- 西峰坝画像石墓（6-59）
- 长兴孔庙（6-115）
- 五里渡斗门群（含下潘斗门、下潘东斗门、西斗门、罗家斗门）（6-176）
- 圣井（6-361）
- 钟楼（7-75）
- 光阳桥（7-114）
- 新四军苏浙军区政治部旧址（8-83）
- 新四军苏浙军区供给部旧址（8-84）
- 新四军苏浙军区江南银行旧址（8-85）

#### 德清县
- 墅元头窑址（3-35）
- 德清古桥群（含追远桥、上邻桥、清河桥、僧家桥、万安桥、德武桥、圣济桥）（3-66）（1989年公布寿昌桥，2005年其它十一座并入并改名，2006年寿昌桥升为国保，2013年又有六座升为国保，2017年德武桥、圣济桥并入）
- 德清云岫寺（3-95）
- 新市河埠群及南圣堂（6-116）
- 刘王庙戏台题记（6-369）
- 文明塔（7-42）
- 文治藏书楼（7-261）
- 中初鸣遗址（8-4）

#### 安吉县
- 安乐遗址（4-6）
- 笔架山墓群（4-13）（原笔架山、龙山墓群子项，后龙山墓群升为国保（龙山越国贵族墓群），单独拆分）
- 牛头山军事遗址（6-46）
- 吴昌硕故居（6-114）（含故居、修谱大屋、木门楼）
- 景村姚家大院（6-286）
- 鹤溪诸家大院（6-322）
- 窑山遗址（7-15）
- 万埭桥（7-115）
- 云鸿塔（7-116）
- 天荒坪抽水蓄能电站（8-119）
- 余村“两山”会址（8-120）

#### 跨区
- 頔塘（4-89）（吴兴区、南浔区）

### 绍兴市

#### 越城区
- 马臻墓（2-15）
- 沈园（2-27）
- 三江闸（2-37）
- 陈洪绶墓（2-38）
- 西施山遗址（2-47）
- 贺知章《龙瑞宫记》摩崖刻石（2-53）
- 古越藏书楼（3-80）
- 周恩来祖居（4-120）
- 胜利山石室土墩墓群（5-23）
- 尚德当铺（5-121）
- 鲍氏旧宅建筑群（5-140）
- 东湖石宕遗址（6-33）
- 秋官里进士牌坊（6-90）
- 布业会馆（6-177）
- 陈建功旧居（6-287）
- 热诚学堂旧址（6-288）
- 陶成章故居（6-289）
- 绍兴钱业会馆（7-124）
- 石屋禅院造像（7-215）
- 王阳明故居遗址（8-21）
- 府山摩崖题刻（8-73）
- 范文澜故居（8-86）
- 邵力子故居（8-87）

#### 柯桥区
- 马鞍遗址（4-5）
- 善庆学校旧址（6-323）
- 西跨湖桥（6）（1989年公布光相桥、太平桥，1997年公布广宁桥，2005年公布泗龙桥，2011年其它八座并入并改名绍兴古桥群，共十二座，2013年除西跨湖桥外其余十一座升为国保，单独拆分）
- 虹明桥（7-125）
- 羊山造像及摩崖石刻（含石佛寺）（7-211）
- 鉴湖官塘（8-48）
- 姚长子纪念碑与万安桥（8-89）

#### 上虞区
- 王充墓（2-14）
- 窑寺前青瓷窑址（2-49）
- 九狮桥（4-70）
- 鞍山龙窑遗址（5-13）
- 通明堰遗址群（6-54）（含通明堰遗址、新通明堰、十八里河关帝庙和5块路桥捐助碑）
- 清水闸及管理设施（6-182）
- 竺可桢故居（6-292）
- 胡愈之故居（6-293）
- 浙东运河河道（绍兴段）（含四十里河、十八里河、丰惠城内河）（6-360）
- 百沥海塘（7-77）
- 丰惠钱氏大宅院（7-126）
- 浙东新四军北撤会议旧址（7-271）
- 渔家渡石牌坊（8-42）

#### 诸暨市
- 何文庆故居（2-4）
- 张秋人烈士墓（重新公布新增-1）
- 边村祠堂（3-91）
- 上新居、新谭家民居（5-73）
- 新一堂、继述堂（5-74）
- 枫桥大庙（5-109）
- 俞秀松故居（5-152）
- 楼家桥遗址（6-20）
- 藏绿乡土建筑（6-178）
- 吕家吕氏宗祠（6-179）
- 天元塔（7-44）
- 新胜古建筑群（含太和堂、前新屋）（7-127）
- 马剑古建筑群（含戴氏宗祠、树德堂、敬义堂）（7-128）
- 石壁脚古建筑群（8-49）

#### 嵊州市
- 嵊县城隍庙及溪山第一楼（3-101）
- 王羲之墓（4-17）
- 马寅初墓（4-122）
- 玉成桥（5-47）
- 嵊县古城墙（5-115）
- 太平邢氏宗祠（6-117）
- 鹿门书院（6-180）
- 长乐钱氏大新屋（6-181）
- 越剧诞生地旧址（6-290）
- 艇湖塔（7-45）
- 灵鹅王氏纯节坊（7-129）
- 瞻山庙（7-242）
- 张伯岐故居（8-100）
- 中共浙江省工委旧址（8-101）

#### 新昌县
- 董村水晶矿摩崖题记（3-53）
- 迎仙桥（4-74）
- 新昌城墙（6-91）
- 鼓山书院（6-183）
- 沃洲山真君殿大殿、配殿（6-184）
- 回山建筑群（7-88）
- 三坑真君殿（7-130）
- 西坑古建筑群（7-131）
- 天姥古道（7-284）

#### 跨区
- 萧绍海塘（绍兴段）（3-62）（越城区、柯桥区、上虞区）（1989年公布绍兴海塘，2017年萧绍海塘（上虞段）并入并改名）
- 鉴湖遗址、大王庙（6-32）（越城区、柯桥区）
- 会稽山古香榧种植园（6增补）（柯桥区、诸暨市、嵊州市）

### 金华市

#### 婺城区
- 八咏楼（重新公布新增-5）
- 汤溪城隍庙（3-102）
- 金华府城隍庙（4-42）
- 鹿田书院（4-94）
- 东村桥（5-37）
- 滕氏宗祠（5-81）
- 汉灶窑址（6-38）
- 白沙堰（6-66）
- 永康考寓（6-185）
- 金华通济桥（6-186）
- 宏济桥码头（6-187）（2017年宏济桥码头（北码头）并入）
- 方梅生故居（6-188）
- 北山摩崖题记（6-252）
- 邵飘萍旧居（6-294）
- 台湾义勇队旧址（6-324）
- 古方洞山塔（7-46）
- 上境古建筑群（7-78）
- 明月楼（7-132）
- 叶店叶氏宗祠（7-133）
- 下章章氏宗祠（7-134）
- 萧家小龙桥（7-135）
- 青阳山遗址（8-5）
- 双龙电站（8-115）

#### 金东区
- 严氏宗祠（5-96）
- 艾青故居（5-155）
- 施复亮、施光南故居（5-156）
- 琐园村乡土建筑（6-121）
- 蒲塘王氏宗祠（6-189）
- 傅村傅氏宗祠（6-190）
- 省立实验农业学校旧址（6-325）
- 向阳惟善堂（7-136）

#### 兰溪市
- 李渔坝（3-18）
- 郭氏节孝坊（3-118）
- 仁山书院（5-55）
- 爱敬堂、孙氏堂楼（5-56）
- 渡渎章氏家庙（5-89）（2005年公布省保“渡渎余庆堂及章氏家庙”，2013年余庆堂升为第七批国保）
- 生塘胡氏宗祠（5-90）
- 嘉庆堂（5-91）（2005年公布省保“上族祠及嘉庆堂”，2013年上族祠升为第七批国保）
- 朱家绍德堂（6-93）
- 上唐承庆堂（6-94）
- 香山寺塔（6-95）
- 后龚永锡堂（6-194）
- 郎家葆滋堂（6-195）
- 山背吴氏宗祠（6-196）
- 祝宅祝氏宗祠（6-331）
- 毕家明墓（7-29）
- 兰溪城墙及码头（7-34）
- 覃恩堂（7-47）
- 女埠双塔（含永龄塔、仁寿塔）（7-48）
- 竹塘进士木牌坊（7-49）
- 黄村坞钟瑞堂及小厅（7-50）
- 南楼吴氏宗祠（7-51）
- 章郭巷9号民居（7-79）
- 兰溪东岳庙（7-137）
- 兰溪药皇庙（7-138）
- 兰溪商埠行业会所（含钱业公所、米业公会）（7-139）
- 周懋森古栈房及爱莲堂（7-140）
- 焦石邵氏家庙及孝子坊（7-141）
- 赫灵寺（7-142）
- 陶宅陶氏宗祠（7-143）
- 黄店刘氏四祠（含宝训堂、燕翼堂、敬承堂、与耕堂）（7-144）
- 游埠古桥群（含永安桥、永福桥、永济桥）（7-145）
- 于街耕读居（7-146）
- 施宅新厅（7-147）
- 兰溪商埠地方会所（含义乌会馆、宁波会馆、越郡公所）（7-204）
- 樟林花厅（7-243）
- 洪塘里蒋氏宗祠（7-256）
- 兰江冶炼厂（7-278）
- 皂洞口遗址（8-6）

- 染踹工匠罢工斗争碑（2-3，1981年重新公布名称为染踹工匠罢工斗争碑，1997年撤销）

#### 义乌市
- 朱丹溪墓（3-12）
- 螃蟹形山墓群（4-23，文保碑为蟹钳形山古墓群）
- 双林铁塔（4-30）
- 冯雪峰故居（4-123）
- 吴晗故居（5-157）
- 佛堂吴宅（6-326）
- 萃和堂（7-53）
- 延陵祠（7-150）
- 凰升塘古建筑群（7-151）
- 陶店古建筑群（7-152）
- 承吉堂（7-153）
- 仪性堂（7-154）
- 桥头遗址（8-7）

#### 东阳市
- 歌山窑址（3-36）
- 葛府窑址（3-37）
- 石角山支石墓（4-16）
- 李宅村古建筑群（5-58）
- 厦程里位育堂（6-200）
- 上安恬懋德堂（6-201）
- 严济慈故居（6-328）
- 北后周肇庆堂（7-52）
- 厦程里慎德堂（7-148）
- 下石塘德润堂（7-149）
- 蔡希陶故居（7-244）

#### 永康市
- 刘英烈士墓（重新公布新增-2）
- 徐震二公祠（4-58）
- 西津桥（4-79）
- 五峰书院（4-95）
- 花街大夫第（含正心堂）（5-61）
- 古山胡氏旧宅（5-75）
- 占鳌公祠（含仁寿堂、慈孝堂和燕贻堂）（5-98）
- 庙山遗址（6-15）
- 太婆山遗址（6-16）
- 烈妇祠（6-202）
- 抗战时期浙江省政府及相关机构旧址（6-344）
- 朱明粮仓（6-354）
- 石湖坑村成氏民居壁画（6-373）
- 湖西遗址（7-9）
- 厚仁后宅厅（7-54）
- 象珠二村前仓（7-55）
- 寿常公祠（7-205）
- 红十三军第三团成立旧址（8-106）

#### 武义县
- 熟溪桥（3-73）
- 上甘塔红军标语（3-3）
- 发宝象龙塔（4-37）
- 忠孝堂（5-57）
- 岭下汤石祠（5-82）
- 王村花厅（6-92）
- 履坦徐氏民居（6-191）
- 石板巷陈家厅（6-192）
- 毓英塔（7-56）
- 日军侵华掠矿遗址（7-273）
- 溪里窑址（8-19）
- 徐英故居（含徐氏宗祠）（8-90）

#### 浦江县
- 塘山背遗址（5-9）
- 张氏宗祠（5-99）
- 土库（6-122）
- 东陈陈氏宗祠（6-295）
- 陈肇英故居（6-330）
- 嵩溪建筑群（7-35）
- 潘周家古建筑群（7-80）
- 新光古建筑群（7-155）
- 广安桥（7-156）
- 嵩溪石灰窑群遗址（7-282）

#### 磐安县
- 蔡氏宗祠（含钟英堂）（后增加下厅民居）（4-56）
- 昌文塔（5-34）
- 黄余田杨氏宗祠（6-123）
- 双峰清德堂（6-193）
- 道德桥（6-329）
- 宅口承志桥（7-157）
- 榉溪孔若钧墓（8-24）
- 茶潭施氏宗祠（8-43）

### 衢州市

#### 柯城区
- 荥阳侯夫人墓（4-21）
- 九华乡土建筑（6-139）
- 达源号钱庄（6-203）
- 天皇巷天后宫（6-204）
- 麻蓬天主教堂（6-297）
- 衢州侵华日军细菌弹投放点旧址（6-345）
- 大岭背古道（6-362）
- 徽州会馆（7-158）
- 衢州书院（7-159）
- 衢州孔氏民居（7-160）
- 神农殿（7-206）
- 国民政府空军第十三总站遗址（7-245）
- 巨化电石工业遗址（7-279）

#### 衢江区
- 两弓塘窑址群（3-44）
- 兰氏宗祠（4-62）
- 葱口洞穴遗址（6-17）
- 湖南银矿遗址（6-43）
- 李泽李氏大宗祠（6-96）
- 黄甲山塔（6-97）
- 楼山后骏惠堂（6-124）
- 下埠头天后宫（6-205）
- 涧峰徐氏宗祠及余氏宗祠（7-81）
- 下金大桥（7-161）
- 楼山后国舅厅（7-162）
- 相对方氏私己厅及方氏宗祠（7-163）
- 蒋村张氏宗祠（7-164）
- 西周土墩墓群及石角山城址（8-23）

#### 江山市
- 仙霞古道（2-1，1963年公布仙霞岭（黄巢起义史迹），1981年重新公布名称为仙霞岭黄巢起义遗址，2011年仙霞古道并入并改名仙霞古道）
- 达河窑址群（4-11）
- 大陈村乡土建筑（5-100）
- 峡口大公殿（5-110）
- 柴村乡土建筑（6-143）
- 凤里姜氏宗祠（6-216）
- 礼贤城隍庙（6-217）
- 新塘边姜氏宗祠（6-218）
- 张村乡土建筑（6-242）
- 县前粮仓群（6-355）
- 泉井（含周氏宗祠）（6-366）
- 和睦陶窑群（6-370）
- 茅坂徐氏宗祠（7-169）

#### 龙游县
- 白洋垅窑址群（6-31）
- 方坦窑址（6-39）
- 姜席堰（6-77）
- 龙游楼上厅建筑（6-98）（含钱会昌宅、陈国瑞宅、童日新宅、徐耀祥宅和王渭祯宅）
- 龙游风水塔（6-99）（含湖岩塔、龙洲塔、浮杯塔、刹下塔和沐尘塔）
- 西垣蒋氏宗祠（6-128）
- 志棠雍睦堂（6-129）
- 志棠邵氏宗祠（6-142）
- 刘家永和堂（6-211）
- 石佛探花厅（6-212）
- 莲塘瑞森堂（6-213）
- 下田畈黄氏民居（6-214）
- 灵下应氏民居（6-215）
- 塔石溪桥群（6-241）
- 华岗故居（6-332）
- 石佛胡氏民居（6-333）
- 荷花山遗址（7-10）
- 余端礼墓（7-24）
- 横山蔡氏民居（7-57）
- 天池许氏民居（7-58）
- 翁坞诸氏民居（7-59）
- 里余余氏小厅（7-60）
- 芰塘金金氏宗祠（7-82）
- 三门源古建筑群（7-83）
- 泽随建筑群（7-89）
- 志棠建筑群（7-90）
- 大南门历史街区建筑群（7-91）（含县政府旧址、古城墙遗址、泮池、吴春香宅、姜泊泉宅、陈亦良宅、刘翠弟宅、朝阳巷14号民居、王金生宅、严孝先宅、钟水生宅）
- 丁氏节孝坊（7-165）
- 叶家叶氏家庙（7-166）
- 溪口翁氏大院（7-167）
- 大公朱氏宗祠（7-168）
- 余绍宋故居（7-246）
- 沐尘郑家大院（7-247）
- 上堤花厅（7-255）
- 青碓遗址（8-8）
- 希唐叶氏宗祠（8-44）
- 西坂胡氏民居（8-50）

#### 常山县
- 樊氏大宗祠（4-61）
- 徐氏旧宅（5-79）
- 里择祠（5-93）
- 兴贤塔（6-100）
- 底角王氏宗祠（含世美坊）（6-125）
- 樊家尚书坊（6-126）
- 德川行（7-170）
- 文峰塔（7-171）
- 方文彬故居和傥溪桥（7-172）
- 大处古建筑群（7-173）
- 泰安古建筑群（7-174）
- 胡村建筑群（7-207）
- 球川建筑群（7-208）
- 岩前民国建筑群（7-248）
- 赵鼎家族墓（8-25）

#### 开化县
- 中共浙皖特委旧址（4-116）
- 霞山汪氏宗祠（含启瑞堂）（5-102）
- 大溪边余公墓（6-63）
- 高朱致福堂（6-101）
- 霞山爱敬堂（6-127）
- 小溪边余氏宗祠（6-140）
- 霞山永锡堂（6-141）
- 公淤丰氏宗祠（6-206）
- 马金街古建筑群（6-207）
- 银岭关、壕岭关（6-208）
- 正大永言堂（6-209）
- 大溪边余氏宗祠（6-210）
- 开化新四军整编旧址（6-343）
- 方田太和堂（7-175）
- 田畈怡睦堂（7-176）
- 余村余氏宗祠（7-177）
- 余氏鸣凤堂（7-178）
- 龙坦窑址（8-20）
- 漳田汪氏宗祠（8-51）
- 中共闽浙赣省委旧址（原中共开婺休中心县委旧址）（8-109）

#### 跨区
- 赵抃墓、祠（柯城区、衢江区）（6-61）

### 舟山市

#### 定海区
- 三忠祠（3-7）
- 凉帽蓬墩遗址（4-4）
- 同归域（4-24）
- 海山许氏民居（6-334）

#### 普陀区
- 普陀山文化景观（5-111）（2005年公布普济寺，2011年普陀山并入并改名，2013年普济寺升为第七批国保）
- 定海测候所旧址（6-335）
- 普陀山短姑码头（7-61）
- 普陀山潮音洞摩崖石刻（7-216）
- 无畏石摩崖石刻（8-77）
- 蚂蚁岛人民公社旧址（8-113）

#### 岱山县
- 大舜庙后敦遗址（3-30）
- 东沙菜市场（6-347）
- 东沙海产加工作坊（6-372）

#### 嵊泗县
- 山海奇观摩崖题记（6-263）
- 黄家台遗址（8-9）

### 台州市

#### 黄岩区
- 五洞桥（3-72）
- 黄岩孔庙（3-99）
- 净土寺塔（4-35）
- 水口石塔（6-102）
- 委羽山大有宫（7-179）
- 徐昌积宅（7-180）
- 镇锁桥（7-181）
- 铁米筛井（8-31）
- 岱石庙（8-67）
- 抗战时期中共黄岩县委机关旧址（8-102）

- 灵石寺塔（2-21，1997年撤销）

#### 路桥区
- 新桥爱吾庐（5-76）
- 陈安宝烈士陵园（含陈氏旧宅）（6-346）
- 灵山遗址（7-11）
- 打铁桥闸（8-32）
- 下梁大桥（8-68）
- 盘山摩崖石刻（8-78）

#### 临海市
- 谭纶画像及戚继光表功碑（2-57）
- 溪口、涌泉窑址群（3-39）
- 郑虔墓（4-18）
- 峙山头遗址（7-12）
- 下旧城遗址（7-20）
- 王士性墓（7-30）
- 王士琦墓（7-31）
- 台州府文庙大成殿（7-182）
- 五洞桥（7-183）
- 卢氏节孝牌坊（7-184）
- 马氏庄园（7-249）
- 王文庆故居（7-250）
- 周至柔故居（7-251）
- 东湖（7-281）

#### 温岭市
- 长屿石宕遗址（6-36）
- 石塘陈宅（6-243）
- 温岭碉楼（6-338）
- 三池窟大寨屋（6-358）
- 石塘天后宫（7-209）
- 温岭石塘石屋（7-210）
- 大溪窑址（8-16）
- 糠桥头桥（8-33）
- 文笔塔（8-45）
- 新金清闸（8-103）
- 李婆桥（8-117）

- 戚继光奏捷碑（1-31）（1997年撤销）

#### 玉环市
- 三合潭遗址（5-11）
- 苔山寨城遗址（6-220）
- 纪恩诗摩崖题记（6-266）
- 玉环碉楼（6-337）
- 海山潮汐电站（6-350）
- 泗边小鹿巡检司城遗址（7-21）
- 《圣训诗》摩崖题记（7-218）

#### 天台县
- 张文郁旧居（5-62）
- 石梁摩崖题记（5-124）
- 张思村乡土建筑（6-144）
- 妙山陈氏宗祠（6-219）
- 九遮山牮桥群（6-244）
- 水南许氏宗祠群（6-245）
- 红旗渡槽（6-356）
- 妙山花楼民居群（7-185）
- 玉湖七里庙（7-186）
- 大房文昌阁（7-187）
- 街头曹氏民居（7-188）
- 桐柏山摩崖题记（7-212）
- 天台孔庙大成殿（8-69）
- 欢溪高桥（8-70）

#### 仙居县
- 下汤遗址（3-29）
- 安洲山塔（3-114）
- 石灯柱（4-92）
- 卜家岙李氏家族墓（6-64）
- 刘光求雨摩崖题记（6-253）
- 吴芾“赐谥敕牒”碑（6-254）
- 岩石殿石棚墓（7-23）
- 下各东桥（7-63）
- 上江垟古建筑群（7-189）
- 羊棚头王氏宗祠（7-190）
- 黄梁陈武庙及陈氏宗祠（7-191）
- 羊棚头成氏宗祠（7-192）
- 苍岭古道（7-283）
- 长老山大佛字摩崖石刻（8-76）

#### 三门县
- 亭旁起义旧址（4-113）（2017年包子聪旧宅及包氏宗祠并入）
- 健跳所城遗址（含蒲西巡检司城）（6-52）
- 三门宗祠群（6-221）（共十处，2011年公布吴岙吴氏宗祠、娄坑俞氏家庙、祁家祁氏宗祠、王家王氏宗祠、任家任氏宗祠、路上周周氏宗祠，2017年杨家杨氏家庙、悬渚俞氏家庙、香山汪氏宗祠、石马郑氏宗祠并入）
- 祁家祁宅（6-298）
- 东屏陈氏亚魁第（7-193）
- 义丰路160号民居（7-194）
- 仙岩洞摩崖石刻（7-217）

### 丽水市

#### 莲都区
- 丽水中共浙江省委机关旧址（4-117）（1997年公布厦河中共浙江省委机关旧址，2005年黄景之律师事务所旧址、兴华广货号旧址、刘英旧居并入并改名）
- 厦河塔（5-33）
- 谭宅（5-77）
- 处州府城墙（5-114）
- 吕步坑窑址（6-37）
- 梁村河桥（6-103）
- 丽水巾山塔（6-130）
- 碧湖建筑群（6-222）（2011年公布碧湖沈家邸，2017年碧湖建筑群并入并改名）
- 西畈花门楼（6-223）
- 西溪村乡土建筑（6-224）
- 崇德小学旧址（7-225）
- 浙江铁工厂旧址（7-252）

#### 龙泉市
- 龙泉廊桥（5-49）（含永庆桥、济川桥、遂龙桥、合兴桥、福善桥、宝车桥、坤德桥、永安桥、蛟龙廊桥、双溪桥）
- 安仁窑址（6-47）
- 叶溥故宅（6-104）
- 平水王社庙（6-105）
- 龙南菇民建筑群（含龙井菇神庙、下田菇神庙、麻竹坑菇神庙、凤阳山菇神庙、杨山头余家大屋、杨山头柳家大屋）（6-247）
- 龙泉革命纪念建筑群（含红军挺进师政委会会址、中共龙遂县委旧址、中央工农红军北上抗日先遣队随军银行旧址、红军挺进师师部会议旧址、季步高烈士故居）（6-339）
- 龙泉窑制瓷作坊（含八都“哥弟古窑”龙泉窑制瓷作坊、溪头辘轳厂龙泉窑制瓷作坊、溪头金品厂龙泉窑制瓷作坊、基坑尾龙泉窑制瓷作坊）（6-371）
- 云水渠（7-36）
- 毛山头李氏客家祖屋（8-71）
- 上田毛氏宗祠（8-72）

#### 缙云县
- 大溪滩窑址群（3-42）
- 九进厅（4-63）
- 白茅云衢坊（4-81）
- 双港桥贞节坊石刻（4-101）
- 慕义桥（5-48）
- 仙都石梁桥（含板堰桥、鼎湖峰桥、练溪桥）（5-51）
- 道门进士第（6-226）
- 前岙村卢氏民居（6-227）
- 贤母桥、竞爽桥（6-228）
- 独峰书院（6-229）
- 岩下石头建筑群（7-197）

#### 青田县
- 山口林宅（5-78）
- 太鹤山摩崖题记（5-125）
- 龙现吴氏旧宅（含家庙、宗祠）（5-138）
- 陈宅古桥群（6-131）
- 北山吴氏宗祠（6-225）
- 陈诚故居（6-299）
- 夏超旧居（6-341）
- 裕堂别墅（6-342）
- 刘文成公祠（7-253）

#### 云和县
- 石门桥（6-70）
- 王家祠堂（6-234）
- 黄绍竑公馆（6-340）
- 梅源梯田（6-364）
- 横山周窑址（7-17）
- 林山下石拱桥（7-195）

#### 遂昌县
- 陈家大屋（4-55）
- 王村口革命纪念建筑群（4-114）（含天后宫、宏济桥、蔡相庙、挺进师师部旧址、月光山公园、白鹤尖红军纪念亭）
- 长濂村古建筑群（5-60）
- 蕉川乡土建筑（6-230）
- 黄沙腰李氏大屋（含李氏宗祠）（6-231）
- 苏村苏氏大屋（含苏氏家庙）（6-246）
- 南尖岩梯田（6-368）
- 鞍山书院（7-65）
- 奕山朱氏宗祠（7-66）
- 白水毕氏宗祠（8-46）
- 钟秀塔（8-47）
- 中共遂昌早期革命活动旧址群（8-91）
- 红军挺进师后塘村供给部旧址（8-108）

#### 松阳县
- 市口进士牌坊（3-116）（1989年公布詹宝兄弟牌坊，2005年市口进士牌坊并入并改名詹宝兄弟牌坊（含市口进士牌坊），2019年詹宝兄弟牌坊升为国保，单独拆分）
- 黄家大院（5-80）
- 刘氏祖居门楼（6-106）
- 松阳三庙（6-232）（含文庙、城隍庙和关圣宫）
- 石仓乡土建筑（6-233）
- 青云塔（7-67）
- 西三蔡氏民居（7-68）
- 何联奎故居（7-226）
- 安岱后浙西南革命根据地旧址（7-254）

#### 庆元县
- 卢福庙（5-112）
- 大济古驿道（5-163）
- 潘里垄瓷窑址（6-50）
- 黄坛季氏宗祠（6-235）
- 庆元廊桥（6-248）（含白云桥、济川桥、护龙桥）
- 胡纮夫妇墓（7-26）
- 坑井吴氏宗祠（7-64）
- 吾际下姚氏宗祠（7-196）
- 红军挺进师斋郎战斗指挥部旧址（8-107）

#### 景宁畲族自治县
- 鹤溪潘家大屋（6-133）
- 敕木山村畲族民居（6-236）
- 景宁孔庙（7-198）
- 严氏节孝木牌坊（7-199）